# FC Vysočina Jihlava 2014/2015
Tento článek se podrobně zabývá soupiskou a statistikami týmu FC Vysočina Jihlava v sezóně 2014/2015.

## Letní změny v kádru

### Příchody
Za první posily týmu se dají považovat navrátilci z hostování – Jan Kliment, Lukáš Kryštůfek, Jakub Teplý, Jindřich Kučera a Arnold Šimonek, jenž od konce prosince kvůli bakteriální infekci v tureckém Manisasporu nehrál – a z juniorského týmu příchozí záložník Jakub Fulnek. Dne 9. června zamířil do Jihlavy i univerzál Martin Sladký z Viktorie Plzeň, jehož forma působení se v tu chvíli teprve dolaďovala. Nakonec do Jihlavy přišel na testy. Na konci června se k týmu připojil obránce Vlastimil Vidlička, kterého na roční hostování pustila čerstvě druholigová Sigma Olomouc. Za posilu se dá označit i příchod Adama Jánoše, který v týmu Vysočiny nadále hostoval z pražské Sparty. Po špatném vstupu do ligy Jihlava doplnila kádr o čtveřici hráčů – na přestup přišla dvojice Bello Babatounde (MŠK Žilina) a Peter Šulek (TJ Spartak Myjava) a na hostování Marián Kovář (FK Baumit Jablonec) a Matěj Hybš (AC Sparta Praha)
| Číslo | Pozice | Stát      | Hráč               | Věk | Odkud přišel             | Typ             | Zdroj            |
| ----- | ------ | --------- | ------------------ | --- | ------------------------ | --------------- | ---------------- |
| 2     | Z      | Benin     | Bello Babatounde   | 24  | MŠK Žilina               | přestup         | fcvysocina.cz.cz |
| 31    | O      | Česko     | Matěj Hybš         | 21  | AC Sparta Praha          | hostování       | fcvysocina.cz.cz |
| 8     | Z      | Česko     | Adam Jánoš         | 21  | AC Sparta Praha          | hostování       | fcvysocina.cz.cz |
| 12    | Z      | Česko     | Jan Kliment        | 20  | FK Dukla Banská Bystrica | konec hostování | fcvysocina.cz.cz |
| 3     | Z      | Česko     | Marián Kovář       | 21  | FK Baumit Jablonec       | hostování       | fcvysocina.cz.cz |
| 15    | O      | Česko     | Lukáš Kryštůfek    | 20  | FC Graffin Vlašim        | konec hostování | fcvysocina.cz    |
|       | Ú      | Česko     | Jindřich Kučera    | 20  | FC ŽĎAS Žďár nad Sázavou | konec hostování | fcvysocina.cz    |
| 19    | Ú      | Slovensko | Arnold Šimonek     | 23  | Manisaspor               | konec hostování | fcvysocina.cz    |
| 20    | O      | Slovensko | Peter Šulek        | 25  | TJ Spartak Myjava        | přestup         | fcvysocina.cz    |
| 20    | Ú      | Česko     | Jakub Teplý        | 20  | FK Ústí nad Labem        | konec hostování | fcvysocina.cz    |
| 24    | O      | Česko     | Vlastimil Vidlička | 32  | SK Sigma Olomouc         | hostování       | fcvysocina.cz    |

| Pozice | Stát  | Hráč         | Věk |
| ------ | ----- | ------------ | --- |
| Z      | Česko | Jakub Fulnek | 20  |

### Odchody
Prvními odchozími byly hostující hráči Michal Vepřek ze Sigmy Olomouc, Jan Mikula ze Slavie Praha a Adam Jánoš ze Sparty Praha. Zatímco u Vepřeka odmítla Vysočina uplatnit opci na přestup, u Mikuly s Jánošem se jednalo o možnosti jejich pokračování v týmu. V případě Jánoše se vedení Vysočiny nakonec domluvilo se Spartou na pokračování hostování. Krátce po uzdravení zamířil Arnold Šimonek na hostování do slovenského celku TJ Spartak Myjava.
Na začátku přípravy bylo nejasné pokračování trojice Petr Tlustý, Tomáš Josl a Karol Karlík, kteří v té době neměli prodlouženou smlouvu a oznámili, že by rádi odešli do zahraničí. Josl s Karlíkem smlouvu skutečně neprodloužili, Tlustý naopak s vedením Vysočiny o nové smlouvě nadále jednal a před odjezdem Vysočina na soustředění do Horních Rakous se obě strany na prodloužení smlouvy dohodly.
Další hráči odešli na testy. Záložníka Jana Kosaka testovala slovenská Dukla Banská Bystrica a útočníka Vojtěcha Přeučila polský celek Piast Gliwice. Kosak sice na testech zaujal, ale na konci června odešel na testy do FC Hradec Králové. Přeučil naopak zamířil do druholigového Táborska. Ve stejné době se k nim připojil obránce Jan Urbánek, kterého testoval Varnsdorf. Zatímco Kosak do Hradce nakonec nezamířil, Urbánek s Přeučilem do svým nových působišť ano. K nim se přidal i Jindřich Kučera, který odešel hostovat do Chrudimi. Na začátku prvoligové sezony ještě odešel Jakub Teplý do třetiligových Jiren.
| Pozice | Stát      | Hráč            | Věk | Kam odešel          | Typ             | Zdroj               |
| ------ | --------- | --------------- | --- | ------------------- | --------------- | ------------------- |
| Z      | Česko     | Adam Jánoš      | 21  | AC Sparta Praha     | konec hostování | fcvysocina.cz       |
| O      | Česko     | Tomáš Josl      | 29  | NorthEast United FC | volný přestup   | transfermarkt.co.uk |
| Z      | Slovensko | Karol Karlík    | 28  | FC Oțelul Galați    | volný přestup   | transfermarkt.co.uk |
| Ú      | Česko     | Jindřich Kučera | 20  | MFK Chrudim         | hostování       | fcvysocina.cz       |
| O      | Česko     | Jan Mikula      | 22  | SK Slavia Praha     | konec hostování | fcvysocina.cz       |
| Ú      | Česko     | Vojtěch Přeučil | 23  | FC MAS Táborsko     | hostování       | fcvysocina.cz       |
| Ú      | Česko     | Jakub Teplý     | 20  | SK Viktorie Jirny   | hostování       | fcvysocina.cz       |
| Ú      | Slovensko | Arnold Šimonek  | 23  | TJ Spartak Myjava   | hostování       | fcvysocina.cz       |
| O      | Česko     | Jan Urbánek     | 20  | FK Varnsdorf        | hostování       | fcvysocina.cz       |
| O      | Česko     | Michal Vepřek   | 28  | SK Sigma Olomouc    | konec hostování | fcvysocina.cz       |

### Testovaní hráči
Hned na začátku přípravy se k týmu připojil první testovaný hráč – univerzál Martin Sladký z Viktorie Plzeň. Na začátku kondičního soustředění se v týmu hlásila další dvojice testovaných – ekvádorský krajní záložník a útočník Augusto Batioja a bosenský záložník Amer Osmanagić. Zatímco Osmanagić na testech trenéra nepřesvědčil, působení Batioji komplikovaly administrativní záležitosti. Na začátku července se k týmu připojil srbský obránce Žarko Udovičić ze srbského prvoligového celku FK Napredak Kruševac. O pár dní později ho následoval chorvatský obránce Damir Rašić z tamního druholigového celku NK Dugopolje. Na testech nakonec ani jeden z nich trenéra o svých kvalitách nepřesvědčil. Těsně před startem ligy se v týmu objevila dvojice dalších testovaných obránců – Peter Lipták z Tatranu Prešov a těsně před generálkou na ligu také Kristián Koštrna z Wolverhamptonu Wanderers. Ani jeden z nich nakonec do týmu nepřišel. Po špatném vstupu do sezony přišel na testy nigerijský útočník s portugalským pasem Christian Irobiso (FK Senica).
| Pozice | Stát                | Hráč              | Věk | Odkud přišel               | Zdroj         |
| ------ | ------------------- | ----------------- | --- | -------------------------- | ------------- |
| Z/Ú    | Ekvádor             | Augusto Batioja   | 23  | Diósgyöri VTK              | fcvysocina.cz |
| Ú      | Nigérie             | Christian Irobiso | 21  | FK Senica                  | fcvysocina.cz |
| O      | Slovensko           | Kristián Koštrna  | 20  | Wolverhampton Wanderers FC | fcvysocina.cz |
| O/Z    | Slovensko           | Peter Lipták      | 24  | 1. FC Tatran Prešov        | fcvysocina.cz |
| Z      | Bosna a Hercegovina | Amer Osmanagić    | 25  | FK Sarajevo                | fcvysocina.cz |
| O      | Chorvatsko          | Damir Rašić       | 25  | NK Dugopolje               | fcvysocina.cz |
| O/Z    | Česko               | Martin Sladký     | 22  | FC Viktoria Plzeň          | fcvysocina.cz |
| O      | Srbsko              | Žarko Udovičić    | 26  | FK Napredak Kruševac       | fcvysocina.cz |

## Letní přípravné období
Zdrojem jsou oficiální stránky klubu

### Perleťový pohár
| Datum        | Soupeř            | Místo                    | Výsledek | Střelci Vysočiny                              | Střelci soupeře | Zdroj  |
| ------------ | ----------------- | ------------------------ | -------- | --------------------------------------------- | --------------- | ------ |
| 28. 06. 2014 | MFK Ružomberok    | Stadion Budín, Žirovnice | 3–2 pen. | 24' Mešanović 75' Vaculík --' (pen.) Koloušek | 35', 55' Ďubek  | turnaj |
| 28. 06. 2014 | TJ Spartak Myjava | Stadion Budín, Žirovnice | 2–0      | 40' Harba 63' Šimonek                         |                 | turnaj |

### Soustředění v Rakousku
V Rakousku Jihlava po komplikacích odehrála pouze jediné přátelské utkání. Původně domluvený zápas s ázerbájdžánským Neftçi Baku soupeř na poslední chvíli odřekl a kvůli podmáčenému terénu se neodehrál ani náhradní zápas s rakouským SV Grödig. Odehrál se až třetí zápas proti francouzskému Lille OSC, který Vysočina vyhrála 1:0. Jediný gól utkání vstřelil v 80. minutě Muris Mešanović.
| Datum        | Soupeř    | Místo    | Výsledek | Střelci Vysočiny | Střelci soupeře | Zdroj |
| ------------ | --------- | -------- | -------- | ---------------- | --------------- | ----- |
| 12. 07. 2014 | Lille OSC | Salcburk | 1–0      | 80' Mešanović    |                 | zápas |

### Ostatní přípravné zápasy
| Datum        | Soupeř            | Místo                              | Výsledek | Střelci Vysočiny                               | Střelci soupeře       | Zdroj |
| ------------ | ----------------- | ---------------------------------- | -------- | ---------------------------------------------- | --------------------- | ----- |
| 25. 06. 2014 | FK AS Trenčín     | Bystřice nad Pernštejnem           | 1–2      | 69' (pen.) Mešanović                           | 11' Simon 82' Lobotka | Zápas |
| 02. 07. 2014 | FC MAS Táborsko   | Třebíč                             | 1–2      | 82' Mešanović                                  | 24' Musiol 53' Ciku   | Zápas |
| 05. 07. 2014 | FC Graffin Vlašim | Stadion v Jiráskově ulici, Jihlava | 3–2      | 16' T. Kučera 20' Mešanović 90' (pen.) Šimonek | 28' Breda 49' Suk     | Zápas |
| 20. 07. 2014 | HFK Třebíč        | Stadion v Jiráskově ulici, Jihlava | 3–1      | 15' Vaculík 27' Harba 60' T. Kučera            | 87' Bya               | Zápas |

## Podzimní přátelský zápas
| Datum        | Soupeř                     | Místo                              | Výsledek | Střelci Vysočiny                                          | Střelci soupeře                                  | Zdroj |
| ------------ | -------------------------- | ---------------------------------- | -------- | --------------------------------------------------------- | ------------------------------------------------ | ----- |
| 04. 09. 2014 | FC Vysočina Jihlava (jun.) | Stadion v Jiráskově ulici, Jihlava | 7–5      | 42', 43', 59' Kovář 5', 24' Kukoľ 55' Harba 89' Mešanović | 4', 20' Irobiso 17' Duba 78' Fulnek 87' Veselský | Zápas |

## Kopeme za fotbal
Kopeme za fotbal je fotbalový projekt, který umožňuje týmům z okresních přeborů a nižších fotbalových soutěží získat možnost zatrénovat si jeden den pod vedením některého z trenérů týmů Synot ligy či proti týmu ze Synot ligy sehrát přátelské utkání. V roce 2014 se soupeřem Vysočiny stal celek Sokolu Puklice, hrající okresní přebor Jihlavska.
| Datum        | Soupeř           | Místo                              | Výsledek | Střelci Vysočiny                                                                       | Střelci soupeře | Zdroj |
| ------------ | ---------------- | ---------------------------------- | -------- | -------------------------------------------------------------------------------------- | --------------- | ----- |
| 12. 11. 2014 | TJ Sokol Puklice | Stadion v Jiráskově ulici, Jihlava | 12–1     | ?', ?', ?' Irobiso ?', ?' Kosak ?', ?' Kliment ?', ?' Harba ?' Marek ?' Kovář ?' Šulek | ?' Skotar       | Zápas |

## Podzimní část "A" týmu

### Statistiky hráčů "A" týmu – podzimní část
| Pozice | Stát                | Jméno              | Zápasy | Střídán | Nastoupil | Čistá konta | Žluté karty | Červené karty |
| ------ | ------------------- | ------------------ | ------ | ------- | --------- | ----------- | ----------- | ------------- |
| B      | Česko               | Jan Hanuš          | 16     | 0       | 0         | 5           | 1           | 0             |
| Pozice | Stát                | Jméno              | Zápasy | Střídán | Nastoupil | Góly        | Žluté karty | Červené karty |
| O      | Česko               | Matěj Hybš         | 9      | 0       | 0         | 1           | 1           | 0             |
| O      | Česko               | Jiří Krejčí        | 16     | 0       | 0         | 0           | 3           | 0             |
| O      | Česko               | Lukáš Kryštůfek    | 6      | 0       | 0         | 0           | 0           | 0             |
| O      | Česko               | Tomáš Marek        | 13     | 1       | 3         | 0           | 1           | 0             |
| O      | Chorvatsko          | Matej Mlakić       | 1      | 0       | 1         | 0           | 0           | 0             |
| O      | Česko               | Ondřej Šourek      | 6      | 0       | 1         | 0           | 0           | 0             |
| O      | Slovensko           | Peter Šulek        | 7      | 3       | 2         | 0           | 0           | 0             |
| O      | Česko               | Petr Tlustý        | 8      | 1       | 1         | 0           | 0           | 0             |
| O      | Česko               | Vlastimil Vidlička | 6      | 2       | 1         | 0           | 2           | 0             |
| Pozice | Stát                | Jméno              | Zápasy | Střídán | Nastoupil | Góly        | Žluté karty | Červené karty |
| Z      | Česko               | Jakub Fulnek       | 8      | 3       | 3         | 0           | 1           | 0             |
| Z      | Česko               | Adam Jánoš         | 13     | 3       | 0         | 0           | 3           | 0             |
| Z      | Česko               | Marek Jungr        | 11     | 7       | 2         | 0           | 1           | 1             |
| Z      | Česko               | Jan Kliment        | 2      | 1       | 1         | 0           | 0           | 0             |
| Z      | Česko               | Václav Koloušek    | 3      | 1       | 1         | 0           | 0           | 0             |
| Z      | Česko               | Jan Kosak          | 6      | 1       | 5         | 0           | 0           | 0             |
| Z      | Česko               | Marián Kovář       | 7      | 2       | 4         | 1           | 0           | 0             |
| Z      | Česko               | Tomáš Kučera       | 15     | 2       | 0         | 3           | 4           | 1             |
| Z      | Slovensko           | Vladimír Kukoľ     | 14     | 3       | 2         | 3           | 7           | 2             |
| Z      | Česko               | Lukáš Masopust     | 3      | 0       | 3         | 1           | 0           | 0             |
| Z      | Česko               | Lukáš Vaculík      | 15     | 4       | 1         | 0           | 2           | 0             |
| Pozice | Stát                | Jméno              | Zápasy | Střídán | Nastoupil | Góly        | Žluté karty | Červené karty |
| Ú      | Česko               | Tomáš Duba         | 1      | 0       | 1         | 0           | 0           | 0             |
| Ú      | Bosna a Hercegovina | Haris Harba        | 16     | 3       | 2         | 2           | 0           | 0             |
| Ú      | Nigérie             | Christian Irobiso  | 3      | 0       | 3         | 0           | 0           | 0             |
| Ú      | Slovensko           | Matúš Marcin       | 1      | 0       | 1         | 0           | 0           | 0             |
| Ú      | Bosna a Hercegovina | Muris Mešanović    | 13     | 6       | 5         | 4           | 0           | 0             |

- bez odehraného zápasu – Jaromír Blažek, Luděk Vejmola

### Ligové zápasy (podzim)

#### 1. kolo
| 27. července 2014 17:00 |        |                   |                                                                           |
| FC Vysočina Jihlava     | 0:1    | FK Mladá Boleslav | Stadion v Jiráskově ulici, Jihlava diváci: 3.105 rozhodčí: Petr Ardeleánu |
|                         | Report | 25' (pen.) Ščuk   | Stadion v Jiráskově ulici, Jihlava diváci: 3.105 rozhodčí: Petr Ardeleánu |

#### 2. kolo
| 2. srpna 2014 20:15         |        |                     |                                                                      |
| AC Sparta Praha             | 3:0    | FC Vysočina Jihlava | Generali Arena, Praha-Bubeneč diváci: 6.860 rozhodčí: Martin Nenadál |
| Přikryl 47', 50' Dočkal 66' | Report |                     | Generali Arena, Praha-Bubeneč diváci: 6.860 rozhodčí: Martin Nenadál |

#### 3. kolo
| 8. srpna 2014 18:00 |        |                      |                                                                           |
| FC Vysočina Jihlava | 1:2    | Bohemians Praha 1905 | Stadion v Jiráskově ulici, Jihlava diváci: 3.093 rozhodčí: Pavel Královec |
| Kučera 57'          | Report | 32' Mikuš 88' Cseh   | Stadion v Jiráskově ulici, Jihlava diváci: 3.093 rozhodčí: Pavel Královec |

#### 4. kolo
| 16. srpna 2014 17:00 |        |                     | |
| 1. FC Slovácko       | 2:0    | FC Vysočina Jihlava | Městský fotbalový stadion Miroslava Valenty, Uherské Hradiště diváci: 4.248 rozhodčí: Miroslav Zelinka |
| Došek 64', 90'       | Report |                     | Městský fotbalový stadion Miroslava Valenty, Uherské Hradiště diváci: 4.248 rozhodčí: Miroslav Zelinka |

#### 5. kolo
| 23. srpna 2014 17:00 |        |                     |                                                                         |
| FK Baumit Jablonec   | 2:0    | FC Vysočina Jihlava | Chance Arena, Jablonec nad Nisou diváci: 3.318 rozhodčí: Tomáš Kocourek |
| Novák 24', 50'       | Report |                     | Chance Arena, Jablonec nad Nisou diváci: 3.318 rozhodčí: Tomáš Kocourek |

#### 6. kolo
| 29. srpna 2014 20:15 |        |                            |                                                                   |
| FC Vysočina Jihlava  | 0:0    | SK Dynamo České Budějovice | Stadion v Jiráskově ulici, Jihlava diváci: 2.980 rozhodčí: Houdek |
|                      | Report |                            | Stadion v Jiráskově ulici, Jihlava diváci: 2.980 rozhodčí: Houdek |

#### 7. kolo
| 13. září 2014 17:00 |        |                          |                                                                            |
| FC Hradec Králové   | 0:3    | FC Vysočina Jihlava      | Všesportovní stadion, Hradec Králové diváci: 3.031 rozhodčí: Zbyněk Proske |
|                     | Report | 31', 83' Harba 89' Kukoľ | Všesportovní stadion, Hradec Králové diváci: 3.031 rozhodčí: Zbyněk Proske |

#### 8. kolo
| 20. září 2014 17:00 |        |               |                                                                  |
| FC Vysočina Jihlava | 0:1    | 1. FK Příbram | Stadion v Jiráskově ulici, Jihlava diváci: 3.023 rozhodčí: Jílek |
|                     | Report | 66' Řezníček  | Stadion v Jiráskově ulici, Jihlava diváci: 3.023 rozhodčí: Jílek |

#### 9. kolo
| 27. září 2014 15:00                          |        |                     |                                                                  |
| FK Dukla Praha                               | 4:1    | FC Vysočina Jihlava | Na Julisce, Praha–Dejvice diváci: 1.201 rozhodčí: Petr Ardeléanu |
| Krmenčík 13', 47' Beauguel 36' Považanec 71' | Report | 73' Kovář           | Na Julisce, Praha–Dejvice diváci: 1.201 rozhodčí: Petr Ardeléanu |

#### 10. kolo
| 4. října 2014 17:00 |        |                 |                                                                  |
| FC Vysočina Jihlava | 1:0    | SK Slavia Praha | Stadion v Jiráskově ulici, Jihlava diváci: 3.593 rozhodčí: Marek |
| Kukoľ 25'           | Report |                 | Stadion v Jiráskově ulici, Jihlava diváci: 3.593 rozhodčí: Marek |

#### 11. kolo
| 17. října 2014 20:15 |        |                     |                                                                         |
| FC Baník Ostrava     | 0:0    | FC Vysočina Jihlava | Bazaly, Slezská Ostrava, Ostrava diváci: 5.003 rozhodčí: Petr Ardeléanu |
|                      | Report |                     | Bazaly, Slezská Ostrava, Ostrava diváci: 5.003 rozhodčí: Petr Ardeléanu |

#### 12. kolo
| 24. října 2014 18:00   |        |                   |                                                                         |
| FC Vysočina Jihlava    | 2:0    | FC Zbrojovka Brno | Stadion v Jiráskově ulici, Jihlava diváci: 3.003 rozhodčí: Ondřej Lerch |
| Mešanović 37' Hybš 74' | Report |                   | Stadion v Jiráskově ulici, Jihlava diváci: 3.003 rozhodčí: Ondřej Lerch |

#### 13. kolo
| 1. listopadu 2014 17:00      |        |                                    |                                                                     |
| FK Teplice                   | 2:3    | FC Vysočina Jihlava                | Stadion Na Stínadlech, Teplice diváci: 3.321 rozhodčí: Michal Paták |
| Mahmutović 54' Jablonský 76' | Report | 40' Kukoľ 67' Kučera 84' Mešanović | Stadion Na Stínadlech, Teplice diváci: 3.321 rozhodčí: Michal Paták |

#### 14. kolo
| 9. listopadu 2014 17:00    |        |                   |                                                                           |
| FC Vysočina Jihlava        | 2:1    | FC Viktoria Plzeň | Stadion v Jiráskově ulici, Jihlava diváci: 4.025 rozhodčí: Martin Nenadál |
| Mešanović 57' Masopust 77' | Report | 45' Limberský     | Stadion v Jiráskově ulici, Jihlava diváci: 4.025 rozhodčí: Martin Nenadál |

#### 15. kolo
| 22. listopadu 2014 17:00 |        |                          |                                                               |
| FC Slovan Liberec        | 2:2    | FC Vysočina Jihlava      | Stadion U Nisy, Liberec diváci: 3.477 rozhodčí: Libor Kovařík |
| Šural 78' Hadaščok 90'   | Report | 12' Kučera 57' Mešanović | Stadion U Nisy, Liberec diváci: 3.477 rozhodčí: Libor Kovařík |

#### 16. kolo
| 30. listopadu 2014 14:30 |        |                         |                                                                          |
| FC Vysočina Jihlava      | 0:2    | AC Sparta Praha         | Stadion v Jiráskově ulici, Jihlava diváci: 4.155 rozhodčí: Zbyněk Proske |
|                          | Report | 23' Hušbauer 43' Brabec | Stadion v Jiráskově ulici, Jihlava diváci: 4.155 rozhodčí: Zbyněk Proske |

### Umístění po podzimní části
| Poř. | Tým                        | Z  | V | R | P | VG | OG | B  |
| ---- | -------------------------- | -- | - | - | - | -- | -- | -- |
| 8.   | SK Slavia Praha            | 16 | 5 | 5 | 6 | 21 | 22 | 20 |
| 9.   | FK Dukla Praha             | 16 | 5 | 5 | 6 | 18 | 24 | 20 |
| 10.  | 1. FK Příbram              | 16 | 5 | 4 | 7 | 19 | 24 | 19 |
| 11.  | FC Vysočina Jihlava        | 16 | 5 | 3 | 8 | 15 | 22 | 18 |
| 12.  | SK Dynamo České Budějovice | 16 | 4 | 6 | 6 | 15 | 30 | 18 |
| 13.  | Bohemians Praha 1905       | 16 | 5 | 2 | 9 | 20 | 26 | 17 |
| 14.  | FC Zbrojovka Brno          | 16 | 4 | 4 | 8 | 17 | 24 | 16 |
| 15.  | FC Slovan Liberec          | 16 | 2 | 9 | 5 | 19 | 18 | 15 |
| 16.  | FC Hradec Králové          | 16 | 2 | 5 | 9 | 12 | 28 | 11 |

Poznámky:
- Z = Odehrané zápasy; V = Vítězství; R = Remízy; P = Prohry; VG = Vstřelené góly; OG = Obdržené góly; B = Body

|  | FC Vysočina Jihlava |
|  | Sestup do 2. ligy   |

## Zimní změny v kádru

### Příchody
Už krátce po skončení podzimní části se do zimní přípravy zapojila pětice navrátilců z hostování – brankář Jan Kotnour, obránce Jan Urbánek a útočníci Jindřich Kučera (později přeřazen do juniorky), Vojtěch Přeučil a Jakub Teplý. Z hráčů juniorky se pak do přípravy "A" týmu zapojil obránce Matej Mlakić a záložník Patrik Demeter. Na začátku zimní přípravy na začátku ledna 2015 se k týmu formou hostování připojil i defenzivní záložník či krajní obránce a mládežnický reprezentant Vojtěch Kubista z FK Baumit Jablonec.
Na soustředění v Turecku se k týmu připojil i mládežnický reprezentant David Štěpánek, který nahradil zraněného obránce Ondřeje Šourka.
Po prvním jarním kole se k týmu připojil i střední záložník a mládežnický reprezentant Petr Nerad z Bohemians Praha 1905.
| Číslo | Pozice | Stát    | Hráč            | Věk | Odkud přišel         | Typ             | Zdroj         |
| ----- | ------ | ------- | --------------- | --- | -------------------- | --------------- | ------------- |
| 24    | Z/Ú    | Ekvádor | Augusta Batioja | 24  | FK Radnički Niš      | přestup         | fcvysocina.cz |
| 13    | B      | Česko   | Jan Kotnour     | 20  | HFK Třebíč           | konec hostování | fcvysocina.cz |
|       | O/Z    | Česko   | Vojtěch Kubista | 21  | FK Baumit Jablonec   | hostování       | fcvysocina.cz |
|       | Ú      | Česko   | Jindřich Kučera | 21  | MFK Chrudim          | konec hostování | fcvysocina.cz |
| 26    | Z      | Česko   | Petr Nerad      | 21  | Bohemians Praha 1905 | hostování       | fcvysocina.cz |
|       | Ú      | Česko   | Vojtěch Přeučil | 24  | FC MAS Táborsko      | konec hostování | fcvysocina.cz |
|       | Ú      | Česko   | Jakub Teplý     | 21  | SK Viktorie Jirny    | konec hostování | fcvysocina.cz |
|       | O      | Česko   | Jan Urbánek     | 21  | FK Varnsdorf         | konec hostování | fcvysocina.cz |

| Pozice | Stát       | Hráč           | Věk |
| ------ | ---------- | -------------- | --- |
| Z      | Česko      | Patrik Demeter | 20  |
| O      | Chorvatsko | Matej Mlakić   | 19  |
| O      | Česko      | David Štěpánek | 17  |

### Odchody
Hned na začátku zimní přípravy opustila tým dvojice hráčů, kteří zde hostovali – Marián Kovář se vrátil do Jablonce a Vlastimil Vidlička do Olomouce. Čtyřměsíční testy skončily útočníku Christianu Irobisovi, který se tak vrátil do Senice. Ze stabilních členů "A" týmu byl do juniorky přeřazen Václav Koloušek, který by zde měl působit jako asistent trenéra. Zároveň bude hrát nižší rakouskou ligu za klub SV Weitra.
Na zimní přípravu se do Sparty vrátil i záložník Adam Jánoš, ale do "A" týmu se nakonec neprosadil, a proto se oba týmy dohodly na pokračování hostování.
Na začátku zimní přípravy pak tým opustil útočník Jakub Teplý, který odešel na testy do druholigového Táborska. V půlce ledna odešli na testy další dva hráči – útočník Jindřich Kučera na Střížkov do FK Bohemians Praha a brankář Luděk Vejmola do FK Kolín. Zatímco Vejmola nakonec do Kolína odešel na hostování (viz níže), u Kučery se v půlce února o možném hostování teprve jednalo. To bylo potvrzeno poslední týden před startem 1. ligy.
Přede odjezdem na soustředění v Turecku opustila kádr Vysočiny řada hráčů. Jakub Teplý odešel na hostování do druholigového Táborska, stejnou formou bude v Kolíně působit brankář Luděk Vejmola. Na testy do Kolína odešel i obránce Jan Urbánek a do Zlatých Moravců záložník Jan Kosak, jenž se nedlouho poté vrátil a v půlce února odešel na testy do Kolína. Ani v Kolíně však neuspěl a nakonec odešel na hostování do druholigového Baníku Sokolov. Tady s ním bude působit i útočník Vojtěch Přeučil. Urbánek na testech v Kolíně neuspěl a vrátil se do Jihlavy, kde byl přeřazen do juniorského týmu. Před startem ročníku ještě změnil dres Jakub Teplý, který nakonec nezamířil do Táborska, nýbrž do Kolína.
Kvůli přetrvávajícím zdravotním problémům bylo předčasně ukončeno hostování Vojtěcha Kubisty a vedení týmu nepočítá ani s beninským fotbalistou Bellem Babatoundem, který si tak hledá angažmá. Nakonec odešel od Frýdku-Místku a v únoru se jednalo o formě podoby jeho působení. Nakonec sem zamířil na hostování.
Po soustředění v Turecku se do juniorského týmu vrátil obránce Matej Mlakić.
| Pozice | Stát    | Hráč               | Věk | Kam odešel         | Typ             | Zdroj         |
| ------ | ------- | ------------------ | --- | ------------------ | --------------- | ------------- |
| Z      | Benin   | Bello Babatounde   | 25  | MFK Frýdek-Místek  | hostování       | fcvysocina.cz |
| Ú      | Nigérie | Christian Irobiso  | 21  | FK Senica          | konec testu     | fcvysocina.cz |
| Z      | Česko   | Václav Koloušek    | 38  | SV Weitra          | přestup         | fcvysocina.cz |
| Z      | Česko   | Jan Kosak          | 23  | FK Baník Sokolov   | hostování       | fcvysocina.cz |
| Ú      | Česko   | Marián Kovář       | 21  | FK Baumit Jablonec | konec hostování | fcvysocina.cz |
| O/Z    | Česko   | Vojtěch Kubista    | 21  | FK Baumit Jablonec | konec hostování | fcvysocina.cz |
| Ú      | Česko   | Jindřich Kučera    | 21  | FK Bohemians Praha | hostování       | fcvysocina.cz |
| Z      | Česko   | Lukáš Masopust     | 21  | FK Baumit Jablonec | přestup         | fcvysocina.cz |
| Ú      | Česko   | Vojtěch Přeučil    | 24  | FK Baník Sokolov   | hostování       | fcvysocina.cz |
| Ú      | Česko   | Jakub Teplý        | 21  | FK Kolín           | hostování       | fcvysocina.cz |
| B      | Česko   | Luděk Vejmola      | 20  | FK Kolín           | hostování       | fcvysocina.cz |
| O      | Česko   | Vlastimil Vidlička | 33  | SK Sigma Olomouc   | konec hostování | fcvysocina.cz |

| Pozice | Stát       | Hráč            | Věk |
| ------ | ---------- | --------------- | --- |
| Z      | Česko      | Václav Koloušek | 38  |
| Ú      | Česko      | Jindřich Kučera | 21  |
| O      | Chorvatsko | Matej Mlakić    | 19  |
| O      | Česko      | Jan Urbánek     | 21  |
| Z      | Česko      | David Vacek     | 23  |

### Testovaní hráči
Hned na začátku ledna 2015 se v rámci zahájení zimní přípravy v týmu hlásili ekvádorský útočník či krajní záložník Augusto Batioja (FK Radnički Niš) a slovenský záložník Branislav Ľupták (FK Dukla Banská Bystrica). Ľupták nakonec v přípravě vydržel jen den a posléze se před podpisem smlouvy s Jihlavou rozhodl pro Dunajskou Stredu. Batioja nakonec s týmem ještě před odjezdem na soustředění do Turecka podepsal kontrakt.
| Pozice | Stát      | Hráč             | Věk | Odkud přišel             | Zdroj         |
| ------ | --------- | ---------------- | --- | ------------------------ | ------------- |
| Z/Ú    | Ekvádor   | Augusto Batioja  | 24  | FK Radnički Niš          | fcvysocina.cz |
| Z      | Slovensko | Branislav Ľupták | 23  | FK Dukla Banská Bystrica | fcvysocina.cz |

## Zimní přípravné zápasy
Zdrojem jsou oficiální stránky klubu

### Modelová utkání
| Datum        | Soupeř                          | Místo                | Výsledek | Střelci Vysočiny | Střelci soupeře     | Zdroj |
| ------------ | ------------------------------- | -------------------- | -------- | ---------------- | ------------------- | ----- |
| 10. 12. 2014 | FC Vysočina Jihlava ("bílí")    | Na Stoupách, Jihlava | 1–2      | ?' Přeučil       | ?' Vacek ?' Kliment | zápas |
| 10. 01. 2015 | FC Vysočina Jihlava ("červení") | Na Stoupách, Jihlava | 1–1      | 5' Marcin        | 22' Batioja         | zápas |

### Soustředění v Turecku
| Datum        | Soupeř                 | Místo          | Výsledek | Střelci Vysočiny                 | Střelci soupeře          | Zdroj |
| ------------ | ---------------------- | -------------- | -------- | -------------------------------- | ------------------------ | ----- |
| 02. 02. 2015 | FK Illjičivec Mariupol | Belek, Turecko | 2–2      | 73' Mešanović 85' Marcin         | 11' Prjadun 44' Pisockij | Zápas |
| 04. 02. 2015 | Esbjerg fB             | Belek, Turecko | 0–0      |                                  |                          | Zápas |
| 06. 02. 2015 | MFK Ružomberok         | Belek, Turecko | 3–1      | 57' Marcin 65' Demeter 73' Harba | 10' Turčák               | Zápas |
| 07. 02. 2015 | FC Botosani            | Belek, Turecko | 1–0      | 61' Krejčí                       |                          | Zápas |

### Ostatní přípravné zápasy
| Datum        | Soupeř            | Místo                              | Výsledek | Střelci Vysočiny                 | Střelci soupeře            | Zdroj |
| ------------ | ----------------- | ---------------------------------- | -------- | -------------------------------- | -------------------------- | ----- |
| 17. 01. 2015 | 1. SC Znojmo      | Na Stoupách, Jihlava               | 1–1      | 20' Přeučil                      | 55' Žondra                 | Zápas |
| 21. 01. 2015 | FC Zbrojovka Brno | Na Stoupách, Jihlava               | 1–1      | 78' Fulnek                       | 86' Zavadil                | Zápas |
| 24. 01. 2015 | FK Mladá Boleslav | Mladá Boleslav                     | 3–0      | 6' (vl.) Kysela 40', 66' Kliment |                            | Zápas |
| 28. 01. 2015 | AC Sparta Praha   | Praha – Strahov                    | 1–3      | 17' Batioja                      | 18', 21' Lafata 87' Brabec | Zápas |
| 14. 02. 2015 | MFK Chrudim       | Stadion v Jiráskově ulici, Jihlava | 2–0      | 19', 23' Mešanović               |                            | Zápas |

## Jarní část "A" týmu

### Statistiky hráčů "A" týmu – jarní část
| Pozice | Stát                | Jméno           | Zápasy | Střídán | Nastoupil | Čistá konta | Žluté karty | Červené karty |
| ------ | ------------------- | --------------- | ------ | ------- | --------- | ----------- | ----------- | ------------- |
| B      | Česko               | Jaromír Blažek  | 2      | 0       | 0         | 1           | 0           | 0             |
| B      | Česko               | Jan Hanuš       | 8      | 0       | 0         | 2           | 0           | 0             |
| B      | Česko               | Jan Kotnour     | 0      | 0       | 0         | 0           | 0           | 0             |
| Pozice | Stát                | Jméno           | Zápasy | Střídán | Nastoupil | Góly        | Žluté karty | Červené karty |
| O      | Česko               | Matěj Hybš      | 10     | 0       | 0         | 0           | 1           | 0             |
| O      | Česko               | Jiří Krejčí     | 9      | 0       | 0         | 0           | 1           | 0             |
| O      | Česko               | Lukáš Kryštůfek | 5      | 0       | 2         | 0           | 0           | 0             |
| O      | Česko               | Tomáš Marek     | 10     | 1       | 0         | 0           | 3           | 0             |
| O      | Česko               | Ondřej Šourek   | 0      | 0       | 0         | 0           | 0           | 0             |
| O      | Slovensko           | Peter Šulek     | 9      | 4       | 1         | 3           | 2           | 0             |
| O      | Česko               | Petr Tlustý     | 9      | 0       | 0         | 1           | 3           | 1             |
| Pozice | Stát                | Jméno           | Zápasy | Střídán | Nastoupil | Góly        | Žluté karty | Červené karty |
| Z      | Ekvádor             | Augusto Batioja | 1      | 0       | 1         | 0           | 0           | 0             |
| Z      | Česko               | Patrik Demeter  | 1      | 0       | 1         | 0           | 0           | 0             |
| Z      | Česko               | Jakub Fulnek    | 7      | 1       | 1         | 0           | 1           | 0             |
| Z      | Česko               | Adam Jánoš      | 4      | 1       | 0         | 1           | 1           | 0             |
| Z      | Česko               | Marek Jungr     | 6      | 0       | 5         | 2           | 1           | 0             |
| Z      | Česko               | Jan Kliment     | 10     | 3       | 7         | 1           | 3           | 0             |
| Z      | Česko               | Tomáš Kučera    | 10     | 0       | 0         | 1           | 3           | 0             |
| Z      | Slovensko           | Vladimír Kukoľ  | 7      | 0       | 2         | 0           | 1           | 0             |
| Z      | Česko               | Petr Nerad      | 1      | 0       | 1         | 0           | 0           | 0             |
| Z      | Česko               | David Štěpánek  | 0      | 0       | 0         | 0           | 0           | 0             |
| Z      | Česko               | Lukáš Vaculík   | 8      | 8       | 0         | 3           | 0           | 0             |
| Pozice | Stát                | Jméno           | Zápasy | Střídán | Nastoupil | Góly        | Žluté karty | Červené karty |
| Ú      | Bosna a Hercegovina | Haris Harba     | 9      | 4       | 3         | 1           | 0           | 0             |
| Ú      | Slovensko           | Matúš Marcin    | 4      | 1       | 3         | 0           | 0           | 0             |
| Ú      | Bosna a Hercegovina | Muris Mešanović | 10     | 7       | 3         | 1           | 1           | 0             |

### Ligové zápasy (jaro)

#### 17. kolo
| 21. února 2015 17:00 |        |                     |                                                 |
| Bohemians Praha 1905 | 0:0    | FC Vysočina Jihlava | Ďolíček, Praha-Vršovice rozhodčí: Zbyněk Proske |
|                      | Report |                     | Ďolíček, Praha-Vršovice rozhodčí: Zbyněk Proske |

#### 18. kolo
| 27. února 2015 20:15 |        |                |                                                                          |
| FC Vysočina Jihlava  | 0:1    | 1. FC Slovácko | Stadion v Jiráskově ulici, Jihlava diváci: 2 459 rozhodčí: Libor Kovařík |
|                      | Report | 12' Kalouda    | Stadion v Jiráskově ulici, Jihlava diváci: 2 459 rozhodčí: Libor Kovařík |

#### 19. kolo
| 7. března 2015 17:00 |        |                    |                                                                         |
| FC Vysočina Jihlava  | 1:1    | FK Baumit Jablonec | Stadion v Jiráskově ulici, Jihlava diváci: 3 010 rozhodčí: Ondřej Lerch |
| Šulek 54'            | Report | 32' Crnkić         | Stadion v Jiráskově ulici, Jihlava diváci: 3 010 rozhodčí: Ondřej Lerch |

#### 20. kolo
| 14. března 2015 17:00      |        |                                              |                                                                                             |
| SK Dynamo České Budějovice | 1:3    | FC Vysočina Jihlava                          | Fotbalový stadion Střelecký ostrov, České Budějovice diváci: 3 278 rozhodčí: Petr Ardeleánu |
| Kladrubský 29' (pen.)      | Report | 27' (pen.), 61' (pen.) Vaculík 72' Mešanović | Fotbalový stadion Střelecký ostrov, České Budějovice diváci: 3 278 rozhodčí: Petr Ardeleánu |

#### 21. kolo
| 21. března 2015 17:00        |        |                   |                                                                         |
| FC Vysočina Jihlava          | 2:0    | FC Hradec Králové | Stadion v Jiráskově ulici, Jihlava diváci: 3 098 rozhodčí: Karel Hrubeš |
| Vaculík 31' (pen.) Šulek 55' | Report |                   | Stadion v Jiráskově ulici, Jihlava diváci: 3 098 rozhodčí: Karel Hrubeš |

#### 22. kolo
| 4. dubna 2015 17:00 |        |                     |                                                          |
| 1. FK Příbram       | 1:1    | FC Vysočina Jihlava | Na Litavce, Příbram diváci: 2 111 rozhodčí: Michal Paták |
| Suchan 54'          | Report | 23' Tlustý          | Na Litavce, Příbram diváci: 2 111 rozhodčí: Michal Paták |

#### 23. kolo
| 11. dubna 2015 16:00 |        |                     |                                                                          |
| FC Vysočina Jihlava  | 1:2    | FK Dukla Praha      | Stadion v Jiráskově ulici, Jihlava diváci: 3 390 rozhodčí: Zbyněk Proske |
| Jánoš 13'            | Report | 40' Polom 53' Čajić | Stadion v Jiráskově ulici, Jihlava diváci: 3 390 rozhodčí: Zbyněk Proske |

#### 24. kolo
| 18. dubna 2015 17:00 |        |                      |                                                                        |
| SK Slavia Praha      | 1:2    | FC Vysočina Jihlava  | Synot Tip Aréna, Praha – Vršovice diváci: 4 351 rozhodčí: Pavel Franěk |
| Diop 82'             | Report | 51' Šulek 65' Kučera | Synot Tip Aréna, Praha – Vršovice diváci: 4 351 rozhodčí: Pavel Franěk |

#### 25. kolo
| 24. dubna 2015 17:00  |        |                  |                                                                  |
| FC Vysočina Jihlava   | 2:0    | FC Baník Ostrava | Stadion v Jiráskově ulici, Jihlava diváci: 3 439 rozhodčí: Marek |
| Harba 13' Kliment 14' | Report |                  | Stadion v Jiráskově ulici, Jihlava diváci: 3 439 rozhodčí: Marek |

#### 26. kolo
| 1. května 2015 18:00              |        |                     |                                                                             |
| FC Zbrojovka Brno                 | 3:2    | FC Vysočina Jihlava | Městský fotbalový stadion Srbská, Brno diváci: 3.010 rozhodčí: Michal Paták |
| Zavadil 42' (pen.) Pašek 51', 64' | Report | 33', 73' Jungr      | Městský fotbalový stadion Srbská, Brno diváci: 3.010 rozhodčí: Michal Paták |

#### 27. kolo
| 9. května 2015 18:00 |        |            |                                              |
| FC Vysočina Jihlava  | –:–    | FK Teplice | Stadion v Jiráskově ulici, Jihlava rozhodčí: |
|                      | Report |            | Stadion v Jiráskově ulici, Jihlava rozhodčí: |

## Pohár České pošty

### Statistiky hráčů
| Pozice | Stát                | Jméno              | Zápasy | Střídán | Nastoupil | Čistá konta | Žluté karty | Červené karty |
| ------ | ------------------- | ------------------ | ------ | ------- | --------- | ----------- | ----------- | ------------- |
| B      | Česko               | Jaromír Blažek     | 1      | 0       | 0         | 0           | 0           | 0             |
| Pozice | Stát                | Jméno              | Zápasy | Střídán | Nastoupil | Góly        | Žluté karty | Červené karty |
| O      | Česko               | Jiří Krejčí        | 1      | 0       | 0         | 0           | 0           | 0             |
| O      | Česko               | Lukáš Kryštůfek    | 1      | 0       | 1         | 0           | 0           | 0             |
| O      | Česko               | Petr Tlustý        | 1      | 0       | 0         | 0           | 0           | 0             |
| O      | Česko               | Vlastimil Vidlička | 1      | 0       | 0         | 0           | 0           | 0             |
| Pozice | Stát                | Jméno              | Zápasy | Střídán | Nastoupil | Góly        | Žluté karty | Červené karty |
| Z      | Česko               | Jakub Fulnek       | 1      | 1       | 0         | 0           | 0           | 0             |
| Z      | Česko               | Adam Jánoš         | 1      | 0       | 0         | 0           | 0           | 0             |
| Z      | Česko               | Václav Koloušek    | 1      | 0       | 0         | 0           | 0           | 0             |
| Z      | Česko               | Jan Kosak          | 1      | 1       | 0         | 0           | 0           | 0             |
| Z      | Slovensko           | Vladimír Kukoľ     | 1      | 0       | 1         | 0           | 0           | 0             |
| Z      | Česko               | Lukáš Vaculík      | 1      | 0       | 0         | 0           | 0           | 0             |
| Pozice | Stát                | Jméno              | Zápasy | Střídán | Nastoupil | Góly        | Žluté karty | Červené karty |
| Ú      | Bosna a Hercegovina | Haris Harba        | 1      | 0       | 0         | 1           | 0           | 0             |
| Ú      | Bosna a Hercegovina | Muris Mešanović    | 1      | 1       | 0         | 0           | 0           | 0             |
| Ú      | Slovensko           | Arnold Šimonek     | 1      | 0       | 1         | 0           | 1           | 0             |

### Zápasy

#### 2. kolo
| 13. srpna 2014 17:00   |        |                     |                                                                |
| FK Viktoria Žižkov     | 2:1    | FC Vysočina Jihlava | Stadion FK Viktoria Žižkov, Praha-Žižkov diváci: 735 rozhodčí: |
| Opluštil 56' Marek 85' | Report | 44' Harba           | Stadion FK Viktoria Žižkov, Praha-Žižkov diváci: 735 rozhodčí: |

## Juniorský tým

### Letní změny v kádru

#### Příchody
| Pozice | Stát  | Hráč        | Věk | Odkud přišel             | Typ             |
| ------ | ----- | ----------- | --- | ------------------------ | --------------- |
| B      | Česko | Jan Kotnour | 20  | FC ŽĎAS Žďár nad Sázavou | konec hostování |
| Z      | Česko | Ivo Ujčík   | 19  | HFK Třebíč               | konec hostování |

| Pozice | Stát      | Hráč            | Věk |
| ------ | --------- | --------------- | --- |
| Z      | Česko     | Adam Čáp        | 18  |
| Z      | Makedonie | Bojan Spirkoski | 19  |
| Z      | Česko     | Jan Zábrodský   | 18  |

#### Odchody
| Pozice | Stát  | Hráč           | Věk | Kam odešel               | Typ             |
| ------ | ----- | -------------- | --- | ------------------------ | --------------- |
| O      | Česko | Ondřej Berky   | 21  | FC Slovan Havlíčkův Brod | konec hostování |
| Z      | Česko | Adam Čáp       | 18  | FC Slavoj Žirovnice      | hostování       |
| O      | Česko | Filip Dvořáček | 20  | TJ Sapeli Polná          | hostování       |
| B      | Česko | Jan Kotnour    | 20  | HFK Třebíč               | hostování       |
| Z      | Česko | Martin Levai   | 19  | FC Zbrojovka Brno        | konec hostování |
| Z      | Česko | Radim Šuta     | 20  | TJ Slavoj TKZ Polná      | hostování       |
| Z      | Česko | Ondřej Tomovič | 21  | FK Humpolec              | konec hostování |

| Pozice | Stát  | Hráč         | Věk |
| ------ | ----- | ------------ | --- |
| Z      | Česko | Jakub Fulnek | 20  |

### Letní přípravné zápasy
| Datum        | Soupeř                       | Místo                    | Výsledek | Střelci Vysočiny                                           | Střelci soupeře        | Zdroj |
| ------------ | ---------------------------- | ------------------------ | -------- | ---------------------------------------------------------- | ---------------------- | ----- |
| 02. 07. 2014 | SK Dynamo České Budějovice B | Bedřichov, Jihlava       | 2–2      | --' Šuta --' Duba                                          | ?                      | Zápas |
| 09. 07. 2014 | Kim Grant IFA                | Antonínův Důl, Jihlava   | 0–3      |                                                            | ?                      | Zápas |
| 12. 07. 2014 | SK Líšeň                     | Bedřichov, Jihlava       | 0–2      |                                                            | ?                      | Zápas |
| 17. 07. 2014 | SK Bystřice nad Pernštejnem  | Bystřice nad Pernštejnem | 5–0      | --' Maruš --' Demeter --' Kelbler --' Veselský --' (vl.) ? |                        | Zápas |
| 19. 07. 2014 | HFK Třebíč                   | Rokytnice nad Rokytnou   | 5–2      | --', --' Kelbler --' Demeter --' Veselský --' Maruš        | --' (pen.) Bya --' Ura | Zápas |

### Statistika hráčů juniorského týmu – podzimní část
| Pozice | Stát                | Jméno             | Zápasy | Střídán | Nastoupil | Čistá konta | Žluté karty | Červené karty |
| ------ | ------------------- | ----------------- | ------ | ------- | --------- | ----------- | ----------- | ------------- |
| B      | Česko               | Marek Kolář       | 1      | 0       | 1         | 0           | 0           | 0             |
| B      | Česko               | Pavel Soukup      | 10     | 1       | 1         | 1           | 0           | 0             |
| B      | Česko               | Luděk Vejmola     | 12     | 1       | 0         | 0           | 0           | 0             |
| Pozice | Stát                | Jméno             | Zápasy | Střídán | Nastoupil | Góly        | Žluté karty | Červené karty |
| O      | Česko               | David Klusák      | 21     | 1       | 0         | 2           | 0           | 0             |
| O      | Slovensko           | Kristián Koštrna  | 3      | 1       | 0         | 0           | 0           | 0             |
| O      | Česko               | Miloš Kriegsmann  | 16     | 3       | 3         | 0           | 0           | 0             |
| O      | Česko               | Lukáš Kryštůfek   | 3      | 0       | 1         | 0           | 0           | 0             |
| O      | Chorvatsko          | Matej Mlakić      | 17     | 3       | 0         | 2           | 0           | 0             |
| O      | Česko               | Dominik Pedro     | 20     | 3       | 0         | 0           | 0           | 0             |
| 0      | Česko               | Jakub Pěnkava     | 3      | 0       | 3         | 0           | 0           | 0             |
| O      | Česko               | Daniel Šerý       | 1      | 0       | 1         | 0           | 0           | 0             |
| O      | Česko               | Ondřej Šourek     | 1      | 0       | 0         | 0           | 0           | 0             |
| O      | Slovensko           | Peter Šulek       | 1      | 0       | 1         | 0           | 0           | 0             |
| O      | Česko               | Petr Tlustý       | 2      | 0       | 0         | 0           | 0           | 0             |
| Pozice | Stát                | Jméno             | Zápasy | Střídán | Nastoupil | Góly        | Žluté karty | Červené karty |
| Z      | Benin               | Bello Babatounde  | 6      | 6       | 0         | 0           | 0           | 0             |
| Z      | Česko               | Adam Čáp          | 4      | 1       | 3         | 0           | 0           | 0             |
| Z      | Česko               | Patrik Demeter    | 18     | 0       | 0         | 9           | 1           | 0             |
| Z      | Česko               | Jakub Fulnek      | 11     | 1       | 0         | 4           | 1           | 0             |
| Z      | Česko               | Vojtěch Hron      | 20     | 3       | 3         | 3           | 1           | 0             |
| Z      | Česko               | Adam Jánoš        | 1      | 1       | 0         | 1           | 0           | 0             |
| Z      | Česko               | Jan Kliment       | 7      | 3       | 1         | 3           | 1           | 0             |
| Z      | Česko               | Václav Koloušek   | 4      | 0       | 3         | 0           | 0           | 0             |
| Z      | Česko               | Jan Kosak         | 8      | 2       | 3         | 2           | 0           | 0             |
| Z      | Česko               | Marián Kovář      | 1      | 1       | 0         | 0           | 0           | 0             |
| Z      | Slovensko           | Vladimír Kukoľ    | 1      | 1       | 0         | 0           | 0           | 0             |
| Z      | Česko               | Lukáš Masopust    | 1      | 0       | 1         | 0           | 0           | 0             |
| Z      | Česko               | Michal Mazel      | 5      | 0       | 4         | 1           | 0           | 0             |
| Z      | Makedonie           | Bojan Spirkoski   | 20     | 8       | 9         | 7           | 2           | 0             |
| Z      | Česko               | Ivo Ujčík         | 12     | 3       | 6         | 0           | 3           | 0             |
| Z      | Česko               | Michal Veselský   | 9      | 3       | 3         | 2           | 1           | 0             |
| Z      | Česko               | Jan Zábrodský     | 14     | 1       | 6         | 2           | 0           | 0             |
| Pozice | Stát                | Jméno             | Zápasy | Střídán | Nastoupil | Góly        | Žluté karty | Červené karty |
| Ú      | Česko               | Tomáš Duba        | 14     | 9       | 2         | 3           | 0           | 0             |
| Ú      | Nigérie             | Christian Irobiso | 7      | 4       | 0         | 3           | 1           | 0             |
| Ú      | Česko               | Martin Kelbler    | 11     | 3       | 8         | 1           | 0           | 1             |
| Ú      | Slovensko           | Matúš Marcin      | 1      | 1       | 0         | 0           | 0           | 0             |
| Ú      | Česko               | Štěpán Maruš      | 11     | 5       | 5         | 5           | 0           | 0             |
| Ú      | Bosna a Hercegovina | Muris Mešanović   | 2      | 2       | 0         | 4           | 0           | 0             |
| Ú      | Česko               | Marek Šerý        | 2      | 0       | 2         | 0           | 0           | 0             |
| Ú      | Česko               | Jakub Teplý       | 1      | 0       | 1         | 0           | 0           | 0             |

- bez odehraného zápasu – Filip Dvořáček

### Ligové zápasy (podzim)

#### 1. kolo
| 28. července 2013 13:30 |        |                 |                                                 |
| FC Vysočina Jihlava     | 1:1    | AC Sparta Praha | Stadion Na Stoupách, Jihlava rozhodčí: Zadinová |
| Demeter 53' (pen.)      | Report | 78' Surmaj      | Stadion Na Stoupách, Jihlava rozhodčí: Zadinová |

#### 2. kolo
| 4. srpna 2013 17:00   |        |                                                    |                                                           |
| FC MAS Táborsko       | 2:5    | FC Vysočina Jihlava                                | Sportovní areál Soukeník, Sezimovo Ústí rozhodčí: Vlasjuk |
| Musiol 38' Traore 80' | Report | 19' Jánoš 28' Duba 68' Mlakić 85' Fulnek 88' Maruš | Sportovní areál Soukeník, Sezimovo Ústí rozhodčí: Vlasjuk |

#### 3. kolo
| 11. srpna 2014 17:00 |        |                   |                                                      |
| FC Vysočina Jihlava  | 0:0    | FC Slovan Liberec | Stadion v Jiráskově ulici, Jihlava rozhodčí: Kotalík |
|                      | Report |                   | Stadion v Jiráskově ulici, Jihlava rozhodčí: Kotalík |

#### 4. kolo
| 18. srpna 2014 16:30 |        |                                |                                                               |
| 1. FC Slovácko       | 2:3    | FC Vysočina Jihlava            | Městský fotbalový stadion Miroslava Valenty, Uherské Hradiště |
| Leiva Rojas 27', 78' | Report | 5' Duba 50' Maruš 80' Veselský | Městský fotbalový stadion Miroslava Valenty, Uherské Hradiště |

#### 5. kolo
| 21. srpna 2014 17:00    |        |                                 |                                                                 |
| FC Vysočina Jihlava     | 2:2    | 1. SC Znojmo                    | Stadion v Jiráskově ulici, Jihlava diváci: 80 rozhodčí: Caletka |
| Spirkoski 70' Maruš 71' | Report | 35' Bogner 90' (pen.) Kirschner | Stadion v Jiráskově ulici, Jihlava diváci: 80 rozhodčí: Caletka |

#### 6. kolo
| 25. srpna 2014 13:00       |        |                                          |                                                                                  |
| SK Dynamo České Budějovice | 2:3    | FC Vysočina Jihlava                      | Fotbalový stadion Střelecký ostrov, České Budějovice diváci: 100 rozhodčí: Bílek |
| Křiváček 14' Čadek 51'     | Report | 9' Klusák 31' (vl.) Podráský 41' Demeter | Fotbalový stadion Střelecký ostrov, České Budějovice diváci: 100 rozhodčí: Bílek |

#### 7. kolo
| 1. září 2014 16:00                                    |        |                                           |                                                                  |
| FC Vysočina Jihlava                                   | 4:3    | FC Viktoria Plzeň                         | Stadion v Jiráskově ulici, Jihlava diváci: 115 rozhodčí: Julínek |
| Kosak 7' Spirkoski 29' Demeter 45' (pen.) Irobiso 55' | Report | 12' Doležal 19' Pernglau 85' (pen.) Černý | Stadion v Jiráskově ulici, Jihlava diváci: 115 rozhodčí: Julínek |

#### 8. kolo
| 8. září 2014 17:00         |        |                       |                                                                         |
| SK Slavia Praha            | 2:2    | FC Vysočina Jihlava   | Sportovní areál Na Chvalech, Praha – Horní Počernice rozhodčí: Adámková |
| Möglich 30' Mysliveček 46' | Report | 32' Hron 57' Veselský | Sportovní areál Na Chvalech, Praha – Horní Počernice rozhodčí: Adámková |

#### 9. kolo
| 11. září 2014 17:00    |        |                   |                                                   |
| FC Vysočina Jihlava    | 2:1    | FK Mladá Boleslav | Na Stoupách, Jihlava diváci: 50 rozhodčí: Severýn |
| Fulnek 15' Demeter 56' | Report | 13' Houžvička     | Na Stoupách, Jihlava diváci: 50 rozhodčí: Severýn |

#### 10. kolo
| 15. září 2014 13:00                               |        |                                          |                                                      |
| FC Baník Ostrava                                  | 5:3    | FC Vysočina Jihlava                      | Bazaly, Ostrava – Slezská Ostrava rozhodčí: R. Hájek |
| Byrtus 42', 56' Vojtuš 17' Kundrátek 76' Narh 84' | Report | 6' Irobiso 48' Fulnek 74' (pen.) Demeter | Bazaly, Ostrava – Slezská Ostrava rozhodčí: R. Hájek |

#### 11. kolo
| 22. září 2014 13:30         |        |                         |                                       |
| FC Vysočina Jihlava         | 3:2    | FK Dukla Praha          | Na Stoupách, Jihlava rozhodčí: Ulrich |
| Mešanović 30', 58' Kosak 4' | Report | 44' (pen.), 56' Gajecký | Na Stoupách, Jihlava rozhodčí: Ulrich |

#### 12. kolo
| 29. září 2014 13:30              |        |                                        |                                                    |
| FC Vysočina Jihlava              | 3:3    | FC Zbrojovka Brno                      | Na Stoupách, Jihlava diváci: 80 rozhodčí: Zadinová |
| Mešanović 31', 49' Spirkoski 71' | Report | 18' Šumbera 29' Slančík 63' Přichystal | Na Stoupách, Jihlava diváci: 80 rozhodčí: Zadinová |

#### 13. kolo
| 6. října 2014 14:00 |        |                        |                                                  |
| FK Baumit Jablonec  | 1:2    | FC Vysočina Jihlava    | Střelnice, Jablonec nad Nisou rozhodčí: Melichar |
| Čížek 73'           | Report | 56' Kliment 78' Fulnek | Střelnice, Jablonec nad Nisou rozhodčí: Melichar |

#### 14. kolo
| 13. října 2014 13:00                             |        |              |                                                 |
| FC Vysočina Jihlava                              | 5:1    | FK Varnsdorf | Na Stoupách, Jihlava diváci: 80 rozhodčí: Musil |
| Maruš 27', 41' Irobiso 7' Spirkoski 87' Duba 90' | Report | 82' Kučera   | Na Stoupách, Jihlava diváci: 80 rozhodčí: Musil |

#### 15. kolo
| 20. října 2014 15:00           |        |                     |                                                |
| FK Teplice                     | 2:1    | FC Vysočina Jihlava | Stadion Na Stínadlech, Teplice rozhodčí: Černý |
| Lüftner 64' (pen.) Výborný 77' | Report | 13' Klusák          | Stadion Na Stínadlech, Teplice rozhodčí: Černý |

#### 16. kolo
| 27. října 2014 13:00      |        |                                |                                                 |
| FC Vysočina Jihlava       | 2:2    | Bohemians Praha 1905           | Na Stoupách, Jihlava diváci: 80 rozhodčí: Marek |
| Kelbler 44' Spirkoski 83' | Report | 42' Žaloudek 90' (pen.) Malina | Na Stoupách, Jihlava diváci: 80 rozhodčí: Marek |

#### 17. kolo
| 3. listopadu 2014 14:00 |        |                     |                                                   |
| FK Fotbal Třinec        | 2:1    | FC Vysočina Jihlava | Stadion Rudolfa Labaje, Třinec rozhodčí: Machálek |
| Matoušek 50' Gomola 86' | Report | 56' Demeter         | Stadion Rudolfa Labaje, Třinec rozhodčí: Machálek |

#### 18. kolo
| 10. listopadu 2014 13:00 |        |                           |                                                    |
| FC Vysočina Jihlava      | 0:2    | 1. FK Příbram             | Na Stoupách, Jihlava diváci: 80 rozhodčí: Adámková |
|                          | Report | 63' Brandner 90' Šindelář | Na Stoupách, Jihlava diváci: 80 rozhodčí: Adámková |

#### 19. kolo
| 17. listopadu 2014 13:00    |        |                                           |                                                         |
| FC Hradec Králové           | 3:5    | FC Vysočina Jihlava                       | Všesportovní stadion, Hradec Králové rozhodčí: Zadinová |
| Kratochvíl 8', 51' Káva 11' | Report | 1', 37' Spirkoski 33', 87' Hron 90' Mazel | Všesportovní stadion, Hradec Králové rozhodčí: Zadinová |

#### 20. kolo
| 24. listopadu 2014 13:00                  |        |                                        |                                                 |
| FC Vysočina Jihlava                       | 3:4    | FC MAS Táborsko                        | Na Stoupách, Jihlava diváci: 70 rozhodčí: Musil |
| Demeter 47' (pen.), 69' (pen.) Mlakić 56' | Report | 36', 83' Hadžić 59' Musiol 90' Nešický | Na Stoupách, Jihlava diváci: 70 rozhodčí: Musil |

#### 21. kolo
| 1. prosince 2014 13:00 |        |                                                |                                            |
| FC Slovan Liberec      | 1:5    | FC Vysočina Jihlava                            | Stadion U Nisy, Liberec rozhodčí: Melichar |
| Bouška 53' (pen.)      | Report | 4', 24' Kliment 39', 65' Zábrodský 83' Demeter | Stadion U Nisy, Liberec rozhodčí: Melichar |

### Umístění po podzimní části
| Poř. | Tým                 | Z  | V  | R | P | VG | OG | B  |
| ---- | ------------------- | -- | -- | - | - | -- | -- | -- |
| 3.   | AC Sparta Praha     | 21 | 12 | 6 | 3 | 41 | 16 | 42 |
| 4.   | SK Slavia Praha     | 21 | 13 | 3 | 5 | 51 | 32 | 42 |
| 5.   | 1. FK Příbram       | 21 | 12 | 5 | 4 | 47 | 26 | 41 |
| 6.   | FC Vysočina Jihlava | 21 | 10 | 6 | 5 | 55 | 43 | 36 |
| 7.   | FK Baumit Jablonec  | 21 | 11 | 3 | 7 | 43 | 37 | 36 |
| 8.   | FK Teplice          | 21 | 9  | 7 | 5 | 49 | 38 | 34 |
| 9.   | FC Baník Ostrava    | 20 | 10 | 3 | 7 | 43 | 30 | 33 |

Poznámky:
- Z = Odehrané zápasy; V = Vítězství; R = Remízy; P = Prohry; VG = Vstřelené góly; OG = Obdržené góly; B = Body

|  | FC Vysočina Jihlava |

### Zimní změny v kádru

#### Příchody
| Pozice | Stát  | Hráč           | Věk | Odkud přišel               | Typ             |
| ------ | ----- | -------------- | --- | -------------------------- | --------------- |
| O      | Česko | Filip Dvořáček | 20  | TJ Sapeli Polná            | konec hostování |
| O      | Česko | Petr Chyla     | 20  | SK Hanácká Slavia Kroměříž | hostování       |
| O      | Česko | Jan Urbánek    | 21  | FK Varnsdorf               | konec hostování |
| B      | Česko | Jan Zimola     | 19  | TJ Slavoj Třešť            | konec hostování |

#### Odchody
| Pozice | Stát  | Hráč           | Věk |
| ------ | ----- | -------------- | --- |
| Z      | Česko | Patrik Demeter | 21  |

### Zimní přípravné zápasy
| Datum        | Soupeř                      | Místo                             | Výsledek | Střelci Vysočiny                                             | Střelci soupeře                                            | Zdroj                                                    |
| ------------ | --------------------------- | --------------------------------- | -------- | ------------------------------------------------------------ | ---------------------------------------------------------- | -------------------------------------------------------- |
| 17. 01. 2015 | FK Čáslav                   | Čáslav                            | 1–5      | 10' Šuta                                                     | 30' Výborný 51' Frejlach 61' Mariotti 65' Karal 80' Mlynka | Zápas                                                    |
| 24. 01. 2015 | FC Slovan Havlíčkův Brod    | Na Losích, Havlíčkův Brod         | 1–0      | ?' Kriegsmann                                                |                                                            | Zápas                                                    |
| 31. 01. 2015 | FC Velké Meziříčí           | Stadion U Tržiště, Velké Meziříčí | 3–2      | ?' Kriegsmann ?' Hron ?' Kosak                               | ?' Z. Mucha ?' Demeter                                     | Zápas                                                    |
| 04. 02. 2015 | FC ŽĎAS Žďár nad Sázavou    | Bouchalky, Žďár nad Sázavou       | 6–1      | ?' Kelbler ?' Pedro ?' Kosak ?' Duba ?' Spirkoski ?' (vl.) ? | 81' Chmelíček                                              | Zápas, Zápas Archivováno 12. 2. 2015 na Wayback Machine. |
| 07. 02. 2015 | SK Bystřice nad Pernštejnem | Jihlava                           | 4–1      | ?', ?' Kelbler ?' Hron ?' Zábrodský                          | ?' ?                                                       | Zápas                                                    |
| 14. 02. 2015 | HFK Třebíč                  | Jihlava                           | 2–2      | ?' Jungr ?' Spirkoski                                        | 6' Chlup 75' Ošmera                                        | Zápas Archivováno 16. 2. 2015 na Wayback Machine.        |
| 18. 02. 2015 | ŠK Slovan Bratislava B      | Na Stoupách, Jihlava              | 2–4      | ?' Klusák ?' Kelbler                                         | ?                                                          | Zápas                                                    |

### Statistika hráčů juniorského týmu – jarní část
| Pozice | Stát       | Jméno            | Zápasy | Střídán | Nastoupil | Čistá konta | Žluté karty | Červené karty |
| ------ | ---------- | ---------------- | ------ | ------- | --------- | ----------- | ----------- | ------------- |
| B      | Česko      | Jan Kotnour      | 4      | 0       | 0         | 0           | 1           | 0             |
| B      | Česko      | Pavel Soukup     | 0      | 0       | 0         | 0           | 0           | 0             |
| B      | Česko      | Jan Zimola       | 0      | 0       | 0         | 0           | 0           | 0             |
| Pozice | Stát       | Jméno            | Zápasy | Střídán | Nastoupil | Góly        | Žluté karty | Červené karty |
| O      | Česko      | Filip Dvořáček   | 0      | 0       | 0         | 0           | 0           | 0             |
| O      | Česko      | Petr Chyla       | 2      | 0       | 0         | 0           | 0           | 0             |
| O      | Česko      | David Klusák     | 4      | 0       | 0         | 0           | 0           | 0             |
| O      | Česko      | Miloš Kriegsmann | 2      | 0       | 0         | 1           | 0           | 0             |
| O      | Chorvatsko | Matej Mlakić     | 2      | 1       | 0         | 0           | 0           | 0             |
| O      | Česko      | Dominik Pedro    | 4      | 0       | 0         | 0           | 0           | 0             |
| O      | Česko      | Jan Urbánek      | 3      | 2       | 1         | 1           | 1           | 0             |
| Pozice | Stát       | Jméno            | Zápasy | Střídán | Nastoupil | Góly        | Žluté karty | Červené karty |
| Z      | Ekvádor    | Augusto Batioja  | 3      | 2       | 0         | 0           | 0           | 0             |
| Z      | Česko      | Patrik Demeter   | 4      | 0       | 0         | 3           | 0           | 0             |
| Z      | Česko      | Vojtěch Hron     | 4      | 1       | 1         | 0           | 0           | 0             |
| Z      | Česko      | Marek Jungr      | 4      | 3       | 0         | 2           | 0           | 0             |
| Z      | Česko      | Jan Kliment      | 1      | 1       | 0         | 0           | 0           | 0             |
| Z      | Česko      | Vladimír Kukoľ   | 1      | 1       | 0         | 0           | 0           | 0             |
| Z      | Česko      | Michal Mazel     | 3      | 0       | 3         | 0           | 0           | 0             |
| Z      | Makedonie  | Bojan Spirkoski  | 3      | 0       | 3         | 1           | 0           | 0             |
| Z      | Česko      | David Štěpánek   | 2      | 0       | 0         | 0           | 0           | 0             |
| Z      | Česko      | Ivo Ujčík        | 3      | 0       | 3         | 0           | 1           | 0             |
| Z      | Česko      | Michal Veselský  | 1      | 0       | 1         | 0           | 0           | 0             |
| Z      | Česko      | Jan Zábrodský    | 2      | 0       | 0         | 0           | 0           | 0             |
| Pozice | Stát       | Jméno            | Zápasy | Střídán | Nastoupil | Góly        | Žluté karty | Červené karty |
| Ú      | Česko      | Tomáš Duba       | 4      | 2       | 2         | 1           | 0           | 0             |
| Ú      | Česko      | Martin Kelbler   | 0      | 0       | 0         | 0           | 0           | 0             |
| Ú      | Slovensko  | Matúš Marcin     | 2      | 1       | 0         | 1           | 0           | 0             |
| Ú      | Česko      | Štěpán Maruš     | 0      | 0       | 0         | 0           | 0           | 0             |

### Ligové zápasy (jaro)

#### 22. kolo
| 23. února 2015 13:30 |        |                |                                |
| FC Vysočina Jihlava  | –:–    | 1. FC Slovácko | Na Stoupách, Jihlava rozhodčí: |
|                      | Report |                | Na Stoupách, Jihlava rozhodčí: |

#### 23. kolo
| 2. března 2015 13:30 |        |                     |                  |
| 1. SC Znojmo         | –:–    | FC Vysočina Jihlava | Znojmo rozhodčí: |
|                      | Report |                     | Znojmo rozhodčí: |

#### 24. kolo
| 9. březen 2015 13:30 |        |                            |                                |
| FC Vysočina Jihlava  | –:–    | SK Dynamo České Budějovice | Na Stoupách, Jihlava rozhodčí: |
|                      | Report |                            | Na Stoupách, Jihlava rozhodčí: |

## Reprezentace

### Česko U15
Svého zástupce v dubnovém přátelském dvojzápase se Srbskem v české reprezentaci do 15 let sice Vysočina neměla, ale Daniel Crha se dostal mezi náhradníky.

### Česko U18
Dva jihlavští zástupci se dočkali své první nominace na soustředění reprezentačního výběru Česka U18, které proběhlo na začátku srpna 2014 v Hradci Králové. Jedná se o útočníka Jiřího Klímu a záložníka Davida Štěpánka. Oba nastoupili v základní sestavě druhého modelového utkání proti reprezentaci Česka U17. Zatímco Štěpánek odehrál celý zápas, Klímu už v 7. minutě vystřídal sparťanský Matěj Pulkrab. Štěpánek se pak dostal i do výběru na srpnový Memoriál Václava Ježka, Klíma tentokrát zůstal pouze mezi náhradníky. Hned v prvním utkání s Maďarskem (4:1) odehrál všech 90 minut, ve druhém zápase s USA (2:3) už ale nehrál. Na zápas o bronz se Slovenskem (2:0) se do základní sestavy vrátil a odehrál jej celý.
Štěpánek s Klímou obdrželi pozvánku i na zářijový přípravný dvojzápas s Belgií. V prvním zápase (0:3), který se hrál na domovském stadionu Vysočiny Jihlava, nastoupil Štěpánek netradičně v záloze, Klíma naopak nehrál. V polenské odvetě (5:3) se vrátil do obrany, Klíma opět nenastoupil. Klíma tak mohl doufat v premiéru za tým U18 v říjnovém přátelském dvojzápase se Skotskem, kam byl opět pozván spolu se Štěpánkem. A dočkal se hned v prvním zápase (0:2), když v 70. minutě střídal slávistického Jana Kuchtu; Štěpánek odehrál celý zápas na pozici defenzivního záložníka. Odvetu (2:3) pak oba odehráli celý zápas, Štěpánek opět v záloze.
Stejná dvojice jihlavských zástupců se objevila i v nominaci na listopadový turnaj v turecké Antalyi. Zatímco Štěpánek v prvním zápase s Tureckem (0:2) odehrál všech 90 minut, Klímu v 70. minutě vystřídal mladoboleslavský Tomáš Ladra. Ve druhém utkání s Německem (2:3) hrál pouze Klíma, který v 64. minutě vystřídal sparťanského Matěje Pulkraba. Osmnáctka se výhry nedočkala ani ve třetím souboji, když podlehla Nizozemsku (0:1). Z jihlavských hráčů byl u toho celý zápas Štěpánek, Klíma nastoupil ve 26. minutě, když nahradil Pulkraba.
Na lednové soustředění v Uherském Brodě dostali opět pozvánky Štěpánek s Klímou. Oba hráči byli nominováni i na březnové soustředění v Hradci Králové. V rámci tohoto soustředění reprezentace odehrála dvě modelová utkání – proti Převýšovu (3:1) a juniorce Mladé Boleslavi (3:2). Do prvního zápasu naskočil pouze Štěpánek a v 60. minutě ho střídal příbramský Jan Šrain; do druhého zápasu žádný z jihlavských hráčů nezasáhl.
Dubnový Slovakia Cup se tentokrát obešel bez jihlavské účasti, David Štěpánek i Jiří Klíma zůstali pouze mezi náhradníky. Ani jeden z nich však nechyběl v nominaci na květnový dvojzápas s Černou Horou. V prvním zápase (1:1) oba hráči odehráli všech 90 minut. Druhý (2:1) zápas odehrál celý pouze Štěpánek, Klímu o poločase střídal opavský Matěj Helebrand.

### Česko U20
Jihlavský brankář Luděk Vejmola obdržel pozvánku na zářijový přátelský zápas s Nizozemskem, mezi náhradníky pak zůstal Jakub Fulnek. Do zápasu (1:0) ovšem nezasáhl, celý odchytal liberecký Ondřej Kolář. Na říjnový přípravný dvojzápas s Francií se Vejmola i Fulnek ocitli pouze mezi náhradníky.
Naopak ani jeden z nich nechybí v nominaci na listopadový turnaj v kyperském Paphosu. První zápas s Rakouskem (2:4) odehrál Fulnek celý, Vejmola do něj nezasáhl. Také druhý zápas s Kyprem reprezentace prohrála (1:3), tentokrát jej Vejmola odchytal celý a Fulneka 80. minutě střídal českobudějovický Zdeněk Linhart.
V nominaci na březnový přátelský zápas proti Německu byl z jihlavských hráčů nominován pouze Jakub Fulnek, Luděk Vejmola v nominaci již figuroval jako hráč Kolína, kde hostuje, a nově příchozí Petr Nerad (hostuje z týmu Bohemians Praha 1905) zůstal pouze mezi náhradníky. Ještě před odjezdem odehrála modelové utkání proti FK Dukla Praha (0:3); Fulnek hrál celý zápas, ale pořážce nezabránil. Kvůli nepříznivému počasí a především nezpůsobilému terénu se zápas s Německem nakonec neodehrál.
Na dubnovém přátelském zápase se Slovenskem měla Jihlava dva zástupce – Jakuba Fulneka a Petra Nerada. Fulnek do zápasu (0:2) naskočil od začátku, o poločase jej však střídal královéhradecký Jan Shejbal; Nerad pak v 71. minutě střídal královéhradeckého Aleše Čermáka. Stejní jihlavští zástupci obdrželi pozvánku i na červnové soustředění reprezentace v Praze.

### Česko U21
Na zářijový přípravný kemp "lvíčat" v rakouském Zell am See se z jihlavských hráčů dočkal pozvánky pouze Adam Jánoš, Lukáš Masopust chyběl kvůli zranění a Matěj Hybš byl v té době ještě hráčem pražské Sparty. V prvním utkání s druholigovým FC Liefering (2:0), rezervou Red Bullu Salzburg, odehrál Jánoš 57 minut a poté jej vystřídal brněnský Jan Malík. Druhý zápas, s německým SpVgg Unterhaching (3:3), skončil kvůli bouřce předčasně v 85. minutě; Jánoš tentokrát v 63. minutě Malíka střídal.
Pro říjnový International Challenge trophy se z jihlavských zástupců objevil v nominaci pouze Hybš, Jánoš zůstal mezi náhradníky. V prvním zápase s Ukrajinou (1:0) odehrál celý zápas, v zápase s Itálií (0:1) ovšem nehrál.
Na listopadový přátelský dvojzápas s Dánskem a Německem trenér "lvíčat" pozval Jánoše i Hybše, po zranění se navíc vrací Masopust, který se ocitl mezi náhradníky. V zápase s Dánskem (2:2) ani jeden z jihlavských zástupců nenastoupil. Utkání s Německem (1:1) odehrál Hybš celé, Jánoš střídal v 79. minutě mladoboleslavského Jiřího Skaláka.
Na březnový přátelský dvojzápas s Anglií a Portugalskem dostal pozvánku pouze Hybš; Jánoš kvůli zranění nebyl reprezentačnímu trenérovi k dispozici a mezi náhradníky se pak objevil Jan Kliment. Hybš nakonec nastoupil do druhého zápasu s Portugalskem (1:0) a odehrál celý zápas.
Hned trojice hráčů Jihlavy – Adam Jánoš, Matěj Hybš a Jan Kliment – se objevila v nominaci na závěrečné soustředění a zároveň v širší nominaci na domácí juniorské Euro; mezi náhradníky se ještě objevil Jakub Fulnek. V rámci soustředění sehrála "lvíčata" přátelský dvojzápas s Ukrajinou. V prvním zápase (3:0) nastoupili všichni tři jihlavští zástupci – Kliment odehrál celý zápas a ve 42. minutě zvyšoval na 2:0, Jánoše v 66. minutě střídal teplický Ladislav Takács a Hybš nastoupil na druhý poločas. Také ve druhém zápase (2:1) nastoupili všichni tři jihlavští hráči – Hybše o poločase střídal Matěj Hanousek z pražské Dukly, Kliment ve stejné době nahradil taktéž dukelského Tomáše Přikryla a Jánoše v 60. minutě vystřídal brněnský Stanislav Vávra; Jánoš navíc v 60. minutě inkasoval žlutou kartu.
Z nominace na juniorské Euro nakonec žádný ze zástupců Vysočiny nevypadl. První zápas s Dánskem (1:2) odehráli Hybš s Klimentem celý, zatímco Jánoš v 82. minutě střídal plzeňského Jana Baránka. Druhé utkání se Srbskem (4:0) se vydařilo zejména Klimentovi, který brankami z 8., 21. a 56. minuty nastřílel soupeři hattrick; v 82. minutě ho střídal Přikryl, Hybš odehrál zápas celý a Jánoš do něj tentokrát nezasáhl.